# درويش أحمد (شلال ودشتغل)
درويش أحمد (بالفارسية: درویش احمد) هي منطقة سكنية تقع في إيران في قسم شلال ودشتغل الريفي.